# Barahna taroom
Barahna taroom là một loài nhện trong họ Stiphidiidae.
Loài này thuộc chi Barahna. Barahna taroom được V. T. Davies miêu tả năm 2003.